# 1626 en santé et médecine
| Années de la santé et de la médecine : 1623 - 1624 - 1625 - 1626 - 1627 - 1628 - 1629    |
| Décennies de la santé et de la médecine : 1590 - 1600 - 1610 - 1620 - 1630 - 1640 - 1650 |

Cet article présente les faits marquants de l'année 1626 en santé et médecine.

## Divers
- Attesté dès 1611 au sens de « malade qui reste au lit », le mot « clinique » l'est pour la première fois au sens de « méthode médicale consistant à examiner le malade au lit[1] ».
- Dans son Trattato cinegetico[2] (« Traité de la chasse »), Francesco Birago donne la première description connue de la dirofilariose[3].
- Installation à Menghe, dans le Jiangnan, en Chine, de Fei Shangyou, fondateur d'une prestigieuse dynastie de médecins[4]'[5].

## Fondations
- Janvier : « Un premier édit ordonn[e] l'établissement d'un jardin royal, au faubourg Saint-Victor à Paris, pour la culture des herbes médicinales », acte qui peut être tenu pour fondateur du Jardin des plantes, ouvert en 1640[6].
- Été : En Chine, pendant une épidémie, Peng Qisheng, « loyaliste » Ming, organise, avec une aide de l'État, mais principalement à ses frais, quatre dispensaires pourvus de médecins et situés aux portes de Haiyan, sa ville natale, dans la province de Zhejiang[7].
- Fondation de l'hôpital Saint-Charles, à Nancy, en Lorraine, établissement qui formera, avec les hôpitaux Saint-Julien (fondé en 1335), Saint-Joseph (1632) et Sainte-Anne, les hospices civils où seront soignés les blessés et les malades pendant les « occupations françaises », entre 1633 et 1663[8].
- Création à Limoges d'une maîtrise des apothicaires, première des « institutions locales qui peuvent être considérées comme les origines traditionnelles de l'enseignement médical » dans cette ville[9].
- Fondation de l’apothicairerie de Roccavaldina en Sicile, grâce à une donation de Pietro Valdina, seigneur des lieux, à la confrérie du Très-Saint-Sacrement de Tusa[10].
- Ouverture de deux chaires de médecine à l'université de Cagliari, en Sardaigne[11].
- Mise en place d'un bureau de surveillance sanitaire à Cittanova, en Istrie, organisme dépendant du magistrat de la santé de Capodistria[12].
- L'apothicaire Hendrick Munting (nl) (1583-1658) crée son propre jardin des simples, acte fondateur de l'actuel jardin botanique de Haren (nl), dans la commune de Groningue, aux Pays-Bas[13].

## Publications
- Giovanni Francesco Arquati (fl. 1608-1626), médecin de Trévise, fait paraître un traité de peste sous le titre de Propugnacolo fortissimo per reprimere e rintucciare il fiero orgoglio e la crudel tirannide di qual si voglia peste ò contagio che si sia[14].
- Gaspard Bachot fait paraître ses Erreurs populaires touchant la médecine[15],[16].
- Parution posthume de la Sylva sylvarum de Francis Bacon[17], éditée par le secrétaire de l'auteur, William Rawley (en), « à partir de notes éparses » et qui contient d'importantes et nombreuses considérations sur la médecine[18].
- Un certain Joannes Barberius fait paraître chez Jean Roize (hr), à Aix-en-Provence, une brochure sur un œdème traité par ses soins dans la ville de Montélimar[19].
- Henri Barrès (1581-1649), docteur en médecine, donne sa réponse à Jacques Veyras sur l'empoisonnement supposé de Pierre Gardels, marchand de Pézenas[20].
- Angelo Bolzetta, apothicaire à Padoue, fait paraître sa Theriaca Andromachi Senioris[21] « à l'occasion de la confection solennelle, par ses soins, de la thériaque d'Andromaque l'Ancien selon les prescriptions du collège de médecine padouan de 1576[22] ».
- Parution des Hieroglyphica et medica emblemata[23],[24] de Louis de Caseneuve (fl. 1620).
- Laurent Catelan (1568 ? – 1647), apothicaire, professeur à Montpellier, fait paraître un ouvrage sur la confection d'hyacinthe[25], préparation magistrale qu'il vient de composer en public conformément aux statuts de 1572 du collège des apothicaires[26].
- Publication à Genève, sous le titre de Conseils de médecine dédiés aux plus célèbres médecins de l'Europe[27], de la traduction française des Consilia medica clarissimis medicis Europaeis dicata[28], de Joseph du Chesne (1544-1609), parus en 1603.
- Gabriel Clément (° 1582), médecin ordinaire du roi Louis XIII, fait paraître Le Trépas de la peste[29].
- Parution, sous les pseudonymes de Cornelius Cerastus Cornanus et Cariollinus Tevetio Crufenas, d'un ouvrage satirique, traité parodique de médecine consacré aux maladies des diverses sortes de « beanos », autrement dit de béjaunes[30], et intitulé Themata medica de beanorum, archibeanorum, beanolurum et cornutorum quocumque affectibus et curatione[31].
- À propos de la chaleur innée, le philosophe Cesare Cremonini (v. 1550 – 1631) oppose une Apologia dictorum Aristotelis de calido innato adversus Galenum[32] aux De calido innato libri tres[33] de Pompeo Caimo (1568-1631), professeur d'anatomie à Rome.
- Gabriel Cressonnet publie à Paris un traité de  Physionomie judiciaire[34].
- Louis Du Gardin († 1633 ?), professeur de médecine à Douai, fait paraître des Institutiones medicinae[35].
- Pierre-Jean Fabre (1588-1658), alchimiste et médecin montpelliérain fait paraître à Toulouse un traité de  « chirurgie spagyrique » (Chirurgia spagyrica[36]).
- Epifanio Ferdinando (1569-1638) fait imprimer à Naples un court traité de peste qu'il intitule Aureus de peste libellus[37].
- Marco Antonio Galteri, médecin sarde, fait paraître une Consultatio et oratio in foelici urbe Panormi sur la peste qui vient de sévir à Palerme, en 1624[38].
- Antoine Gendre, médecin toulousain, fait paraître sa thèse « sur la fièvre épidémique qui a sévi au siège de Montauban » (De febre epidemica in Montis-Albani obsidione grassata[39]).
- Samuel Kinner (de) (1603 ou 1604 – 1668), docteur de l’université de Wittemberg, médecin à Breslau puis archiatre de Jean-Christian, duc de Liegnitz-Brzeg, publie ses Quaestiones medicae controversae de peste[40].
- Jean de Lamonière (1590 ? – ap. 1650), médecin à l'Hôtel-Dieu de Lyon, publie un traité sur la dysenterie qui a sévi dans cette ville l'année précédente 1625[41].
- Prospero Martiani, médecin romain, fait paraitre ses commentaires sur Hippocrate (Hippocrates [...] notationibus explicatus[42]).
- Parution posthume des « Conférences sur le deuxième livre des Épidémies d’Hippocrate », de Girolamo Mercuriale (1530-1606), éditées par son fils Massimiliano[43].
- Un certain sieur de Mont-Valon, dans une brochure sur L’Esprit de vie, vante les vertus d'un élixir utile aux « sexagénaires et autres qui désirent vivre longuement en heureuse santé[44],[45] ».
- Joachim Olhaf, médecin de Dantzig, publie ses « recherches sur la graine pestilentielle qui se cache dans le corps vivant » (De seminario pestilenti intra corpus vivum latitante disquisitio[46]).
- Pour répondre aux objections soulevées par sa lettre « aux éminents médecins de Séville » (1625[47])  où il soutenait qu'il ne faut pas saigner les malades atteints de rougeole, Juan de Saavedra publie un Discurso en el que se prueba que no se debe sangrar en el sarampion despues de haber salido[48], qu'il fait suivre en quelques mois de plusieurs additions[49],[50].
- Daniel Sennert (1572-1637), professeur de médecine à Wittemberg, fait paraître un « traité sur la dysenterie » (De dysenteria tractatus[51]).
- Pierre Sordes, médecin de Figeac, « qui fut atteint de la maladie, en 1587, à l'âge de 20 ans[52] », fait paraître à Lyon son Traicté de la peste[53].
- Parution posthume, à Padoue, du De formato foetu  d'Adriaan van de Spiegel (1578-1625), avec des illustrations de Giulio Cesare Casseri (1552-1616[54]).
- Arnold Weickhard, médecin de la ville de Francfort, publie une pharmacopée qu'il intitule Thesaurus pharmaceuticus galeno-chymicus[55].
- Francisco Ximénez Guillen, médecin, fait paraître une brochure contre « l'onguent au mercure que le docteur Andres Hurtado utilisait à l'hôpital du Saint-Esprit [de Séville[56]] ».

## Personnalité
- Fl., à Angers, le sieur Dugrat, « apothicaire et père des pauvres de l'hôpital Saint-Jean[57] ».

## Naissances

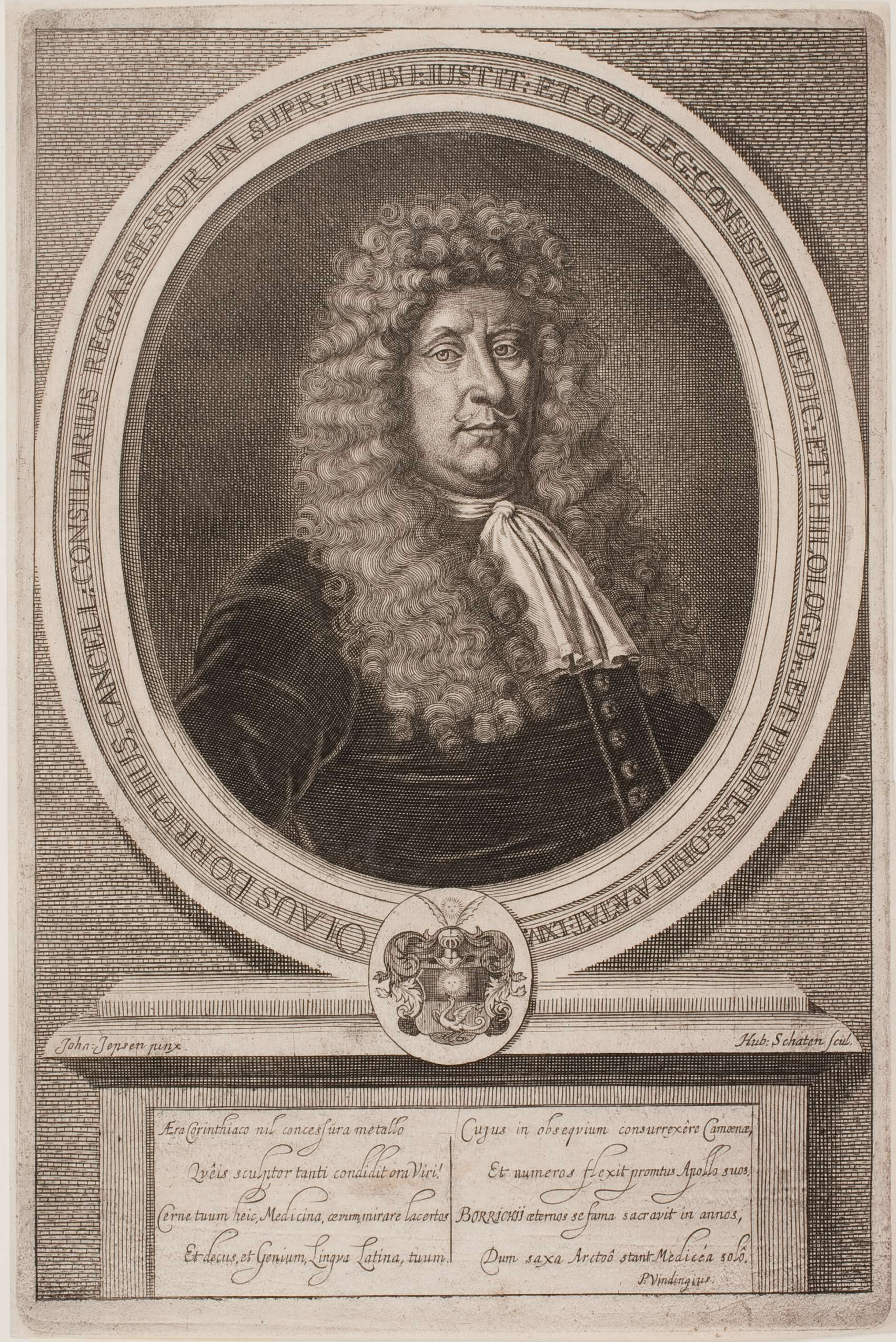
Ole Borch

- 18 février : Francesco Redi (mort en 1697), médecin, biologiste et poète italien[59].
- 7 avril : Ole Borch (mort en 1690), chimiste, médecin, grammairien et poète danois[60].
- Domenico Marchetti (mort en 1688), médecin, chirurgien et anatomiste italien[61].
- Sébastien Matte La Faveur (mort en 1714), chimiste et pharmacien français[62],[63], auteur, en 1671, d'une importante Pratique de chymie[64].
- 1626 ou 1627 : Claude-Emmanuel Luillier, dit Chapelle (mort en 1686), homme de lettres, « et médecin, sans en faire profession[65] ».

## Décès
- 21 mars : Wolfgang Schaller (de) (né en 1582), médecin allemand[66].
- 14 avril : Gaspare Aselli (né en 1580), anatomiste italien[67].
- 22 mai : Maurice Blum (né en 1596 à Wittemberg), docteur en médecine de l'université de Bâle, auteur de Problemata medica parus en 1624[68].
- 21 juin : Anselme de Boodt (né vers 1550), humaniste flamand, prêtre, médecin et minéralogiste[69].
- Novembre : Demetrio Sabatiano (né à une date inconnue), médecin d'origine grecque, exécuté pour avoir provoqué la contagion dans son propre intérêt pendant la peste de Palerme[70].
- Pierre Chamberlen le Cadet (ou Peter Chamberlen the Younger) (né en 1572), fils de Guillaume (ou William) Chamberlen (c.1540 – 1596), frère de  Pierre Chamberlen l'Aîné (en) (ou Peter Chamberlen the Elder) (c.1560 – 1631) et père de Peter Chamberlen the Third (en) (1601-1683), chirurgiens huguenots émigrés en Angleterre et considérés comme les inventeurs du forceps obstétrical[71].